# Laser Weingarten
Laser Weingarten (geboren am 5. Januar 1863 in Felsberg (Hessen); gestorben am 6. April 1937 in Bad Ems) war ein deutscher Rabbiner.

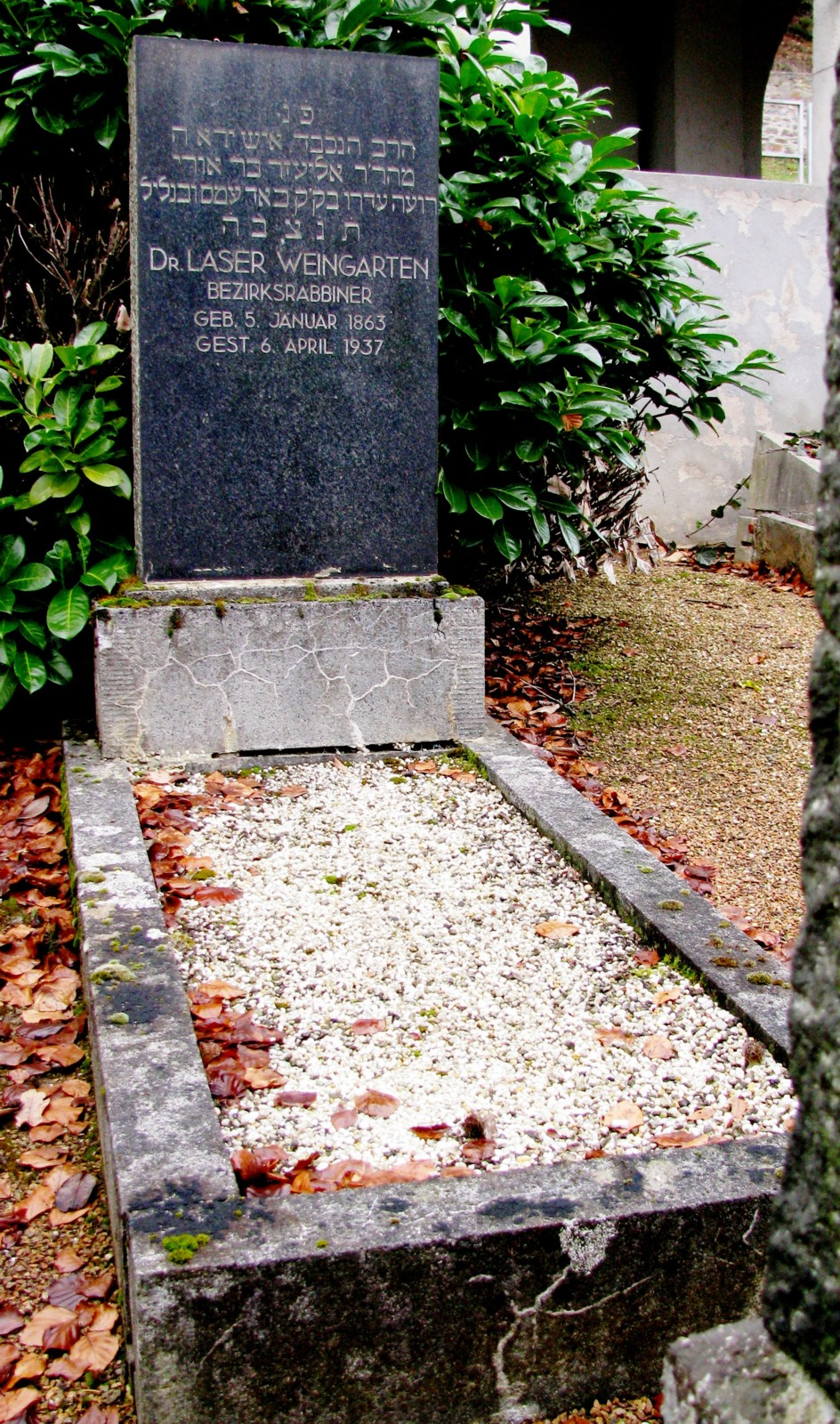
Grab des Bezirksrabbiners Laser Weingarten auf dem jüdischen Friedhof in Bad Ems

## Lebenslauf
Er besuchte zunächst die jüdische Elementarschule in seiner Geburtsstadt, bevor er zum Lyceum Fridericianum in Kassel wechselte. Ostern 1883 beendete er seine Gymnasialzeit in Trier mit dem Abitur. Es folgten Studien an der Rabbinerschule und der Universität in Berlin. Diese schloss er am 27. Januar 1888 mit einer Dissertation an der Universität Halle über ein biblisches Thema ab.  Es folgte ein zweijähriger Studienaufenthalt in Russland und im Februar 1890 die Übernahme des Bezirksrabbinats in Bad Ems und Nassau, das ab 1851 Benjamin Höchstätter und ab 1886 Max Kopfstein geführt hatten. In den letzten Jahren seines Wirkens betreute er auch den Rabbinatsbezirk Weilburg. 1918 wurde er mit dem Verdienstkreuz für Kriegshilfe ausgezeichnet. Im Jahr 1931 trat er in den Ruhestand. Sein Amt als Bezirksrabbiner übernahm Friedrich Laupheimer. Das Grab von Laser Weingarten befindet sich auf dem jüdischen Friedhof in Bad Ems.

## Mitgliedschaften und ehrenamtliche Tätigkeiten
- Mitglied in der Vereinigung der traditionell-gesetzestreuen Rabbiner Deutschlands
- Mitglied im Deutschen Reichsverband jüdischer Religionslehrer
- 1892 Mitbegründer des Sanatoriums Emser Heilquelle für kurbedürftige, sozial schlechter gestellte Juden
- um 1894 Vorstandsmitglied im Verein Deutsch-israelitisches Kinderheim in Diez
- 1897 Gründer und bis 1931 Vorsitzender im Verein Zentral-Waisen- und Mädchenheim zu Bad Ems, wo er auch Religionsunterricht erteilte. Nach dem Tod Weingartens wurde das Waisenhaus in das Alters- und Erholungsheim für jüdische Lehrer, Kantoren und Sozialbeamte umgewandelt.
- im Ersten Weltkrieg unterrichtete er stellvertretend für einen eingezogenen Lehrer Mathematik am Realgymnasium
- Mitbegründer der Eintracht-Loge Koblenz

## Veröffentlichungen
- Die syrische Massora nach Bar-Hebraeus: Der Pentateuch, Diss. Halle 1887.
- Zusammen mit Lichtenstein: Fürsorge für die unbemittelten jüdischen Nerven- und Geisteskranken, Bericht der Großloge für Deutschland U.O.B.B. 14, 1905.

## Dokumente
- Hessisches Hauptstaatsarchiv Wiesbaden, Abt. 405, o. Sign., Personalia Dr. Weingarten, 1886–1931.[3]